# 젠 스태츠키
젠 스태츠키(영어: Jen Statsky, 1985년 11월 19일~)는 미국의 텔레비전 각본가이자 텔레비전 프로듀서, 코미디언이다. 스태츠키가 작업에 참여한 대표 작품으로는 《나의 직장상사는 코미디언》, 《굿 플레이스》, 《팍스 앤 레크리에이션》, 《브로드 시티》 등이 있다. 맥스 시리즈 《나의 직장상사는 코미디언》의 공동 제작자이자 공동 총괄책임자였으며, 이 작품을 통해 세 차례 프라임타임 에미상, 한 차례 피버디상, 세 차례 미국 작가 조합상을 수상했다.

## 어린 시절
스태츠키는 1985년 11월 19일에 미국 매사추세츠주 밀턴에서 태어나 성장했으며, 이후 뉴욕으로 이주해 뉴욕 대학교에서 수학했다. 티시 예술대학에서 영화 및 텔레비전을 공부했다.

## 경력

### 경력 초기
스태츠키는 학창 시절 글쓰기에 관심을 가졌다. 2008년에 뉴욕 대학교를 졸업할 당시에 커피숍에서 일하면서 스탠드업 코미디 공연도 하고 있었다. 이후 《새터데이 나이트 라이브》, 《레이트 나이트 위드 코난 오브라이언》, 《디 어니언》 등에서 인턴으로 일하며 작가 경력을 이어나갔다. 2009년에 트위터에 가입해 재치있는 글들을 올리기 시작했고, 시간이 지나면서 팔로워를 확보하게 되었다. 트위터 계정을 활발히 운영하고 있던 2011년, NBC 《레이트 나이트 위드 지미 팰런》의 총괄 작가인 A. D. 마일스로부터 작가직에 지원해보라는 제안이 담긴 메시지를 받았다. 그 자리에 지원한 결과 2011년 3월 작가로 채용되었다.

### 텔레비전
스태츠키는 《레이트 나이트 위드 지미 팰런》에서 텔레비전 작가로서 첫 경험을 쌓았다. 이후 《헬로 레이디스》에서 스태프 작가로 일했고, 《팍스 앤 레크리에이션》, 《브로드 시티》, 《레이디 다이너마이트》, 《굿 플레이스》등의 프로그램에서 작가로 일했다. 2019년에는 미국 작가 조합(WGA)의 다른 작가들과 함께 미국 탤런트 에이전트 협회의 패키징 수수료 관행에 반대하며 에이전트와의 계약을 해지했다. 2021년, 스태츠키는 유니버셜 텔레비전 측과 전속 계약을 맺었다.

### 도서
스태츠키는 2012년에 출간된 《The McSweeney's Book of Politics and Musicals》에 자신의 글을 기고했다.

## 필모그래피
| 연도      | 제목                               | 역할   | 역할     | 비고                                                                                      |
| 연도      | 제목                               | 각본   | 프로듀서 | 비고                                                                                      |
| --------- | ---------------------------------- | ------ | -------- | ----------------------------------------------------------------------------------------- |
| 2011      | 《어니언 스포츠돔》                | 아니요 | 예       | 어소시에이트 프로듀서                                                                     |
| 2011~13   | 《레이트 나이트 위드 지미 팰런》   | 예     | 아니요   |                                                                                           |
| 2013      | 《헬로 레이디스》                  | 예     | 아니요   | 스태프 작가                                                                               |
| 2014~15   | 《팍스 앤 레크리에이션》           | 예     | 아니요   | 2개 에피소드 집필 스토리 에디터, 이그제큐티브 스토리 에디터로도 참여                      |
| 2015~19   | 《브로드 시티》                    | 예     | 예       | 4개 에피소드 집필, 컨설턴트로도 참여 컨설팅 프로듀서 및 공동 이그제큐티브 프로듀서        |
| 2016      | 《Netflix 기획 시리즈: 캐릭터즈》  | 예     | 아니요   | "Paul W. Downs" 에피소드에서 컨설턴트 작가로 참여                                         |
| 2016      | 《Obamtourage》                    | 예     | 아니요   | TV 단편, 기획                                                                             |
| 2016~17   | 《레이디 다이너마이트》            | 예     | 아니요   | 2개 에피소드 집필 스토리 에디터, 이그제큐티브 스토리 에디터로도 참여                      |
| 2016      | 《어나더 피리어드》                | 예     | 아니요   | "Tubman" 에피소드 집필                                                                    |
| 2018      | 《포에버》                         | 예     | 예       | "Kase" 에피소드 수퍼바이징 프로듀서 및 스토리 작성                                        |
| 2016–2020 | 《굿 플레이스》                    | 예     | 예       | 7개 에피소드 집필 공동 이그제큐티브 프로듀서, 수퍼바이징 프로듀서, 공동 프로듀서로도 참여 |
| 2020      | 《어 팍스 앤 레크리에이션 스페셜》 | 예     | 아니요   | TV 스페셜                                                                                 |
| 2021~현재 | 《나의 직장상사는 코미디언》       | 예     | 예       | 루시아 아니엘로, 폴 W. 다운스와 공동 제작 3개 에피소드 집필                               |
| 2023      | 《Chris Fleming: Hell》            | 아니요 | 예       | 이그제큐티브 프로듀서                                                                     |